# Den helige Markus befriar en slav
Den helige Markus befriar en slav (italienska: San Marco libera uno schiavo) eller Markusundret är en oljemålning av den italienske konstnären Tintoretto. Den målades 1547–1548 och ingår sedan 1816 i Gallerie dell'Accademias samlingar i Venedig. 
Målningen skildrar en episod ur Jacobus de Voragines Legenda aurea från 1200-talet. Svävande i luften befriar evangelisten Markus en kristen slav som misshandlas på grund av sin tro och för att olovligen ha företagit en pilgrimsresa till Markus reliker i Venedig. Hans herre, en förmögen man från Provence, sitter i lila kläder på en upphöjd avsats till höger. Genom Markus ingripande förstörs redskapen som den rike mannens hejdukar torterar den nakna slaven med.    
Denna monumentala tavla innebar ett genombrott för Tintoretto. Den var beställd av ett av Venedigs brödraskap (Scuole) och till deras palats Scuola Grande di San Marco. Målningen togs i beslag av Napoleons trupper 1797, återlämnades till Venedig 1815 och är sedan dess utställd på Gallerie dell'Accademia.  

## Anmärkning
1. ↑  Namnförbistring råder. Museets webbplats benämner tavlan på italienska San Marco libera uno schiavo (även italienska wikipedia) och The Miracle of the Slave, also known as The Miracle of Saint Mark på engelska. Web Gallery of Art skriver The Miracle of St Mark Freeing the Slave. Svenska uppslagsverk skriver S. Marco befriar en dödsdömd slaf (Ugglan), Markus befriar en dödsdömd kristen slav (Bonniers Konversationslexikon), Markusundret (Norstedts uppslagsbok och Bra Böckers lexikon) och Aposteln Markus underverk (Nationalencyklopedin).